# Fernán Caballero
Fernán Caballero (vlastním jménem Cecilia Böhl von Faber, 1796–1877) byla španělsky píšící prozaička německého původu, píšící pod mužským pseudonymem.

## Biografie
Pocházela z rodiny německého kupce Johannese Nikolause Böhla, pracujícího v Cádizu a také se věnujícímu literární činnosti ve španělštině. Přes německý původ psala výlučně ve španělštině a hlásila se spíše ke španělské než k německé kultuře. Její novely z prostředí španělského venkova, ač jsou vlastně často jen rozšířenou črtou bez propracovanější stavby a často trpí rozvláčností a sentimentalizující mravoučností, popisují velmi věrně dobový život a činí z ní jednu z nejvýznamnějších autorek španělského realismu. Nejdůležitějším dílem je krátký román Racek (La gaviota), dále novely Elia Clemencia, Lagrimas, lady Virginia, Pobre Dolores, Sola, Un ver no en Bornos. 

## Fotogalerie

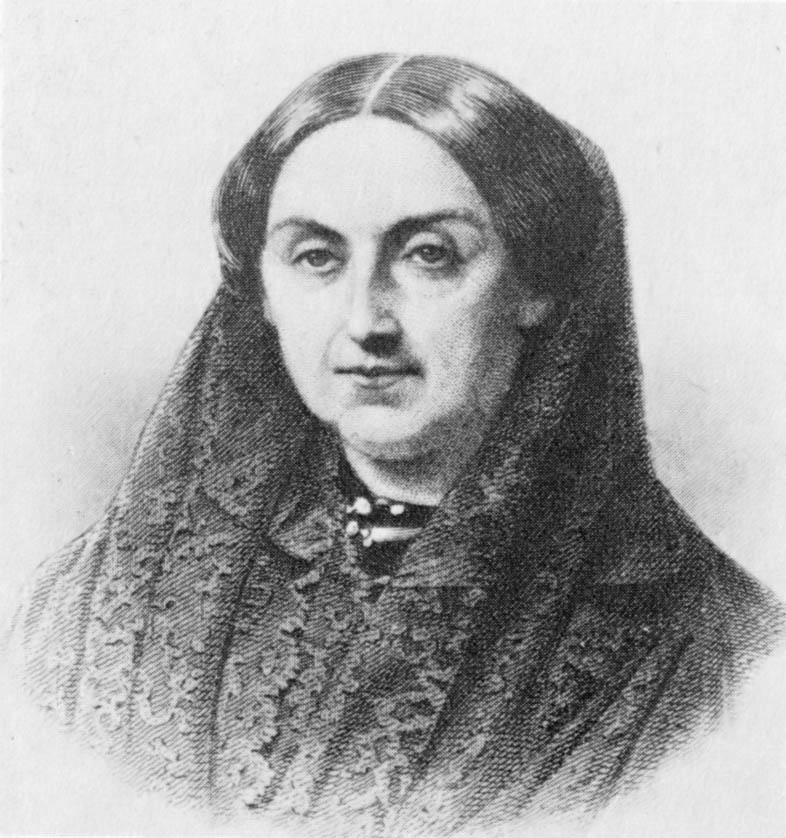
Fernán Caballero
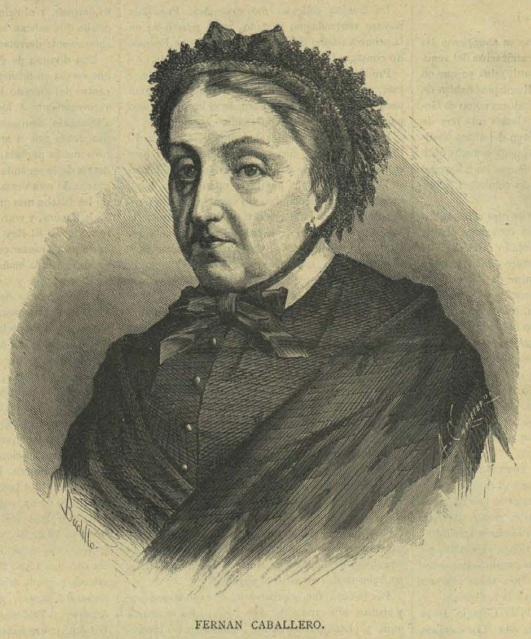
Fernán Caballero ('La Ilustración Católica', 1885)
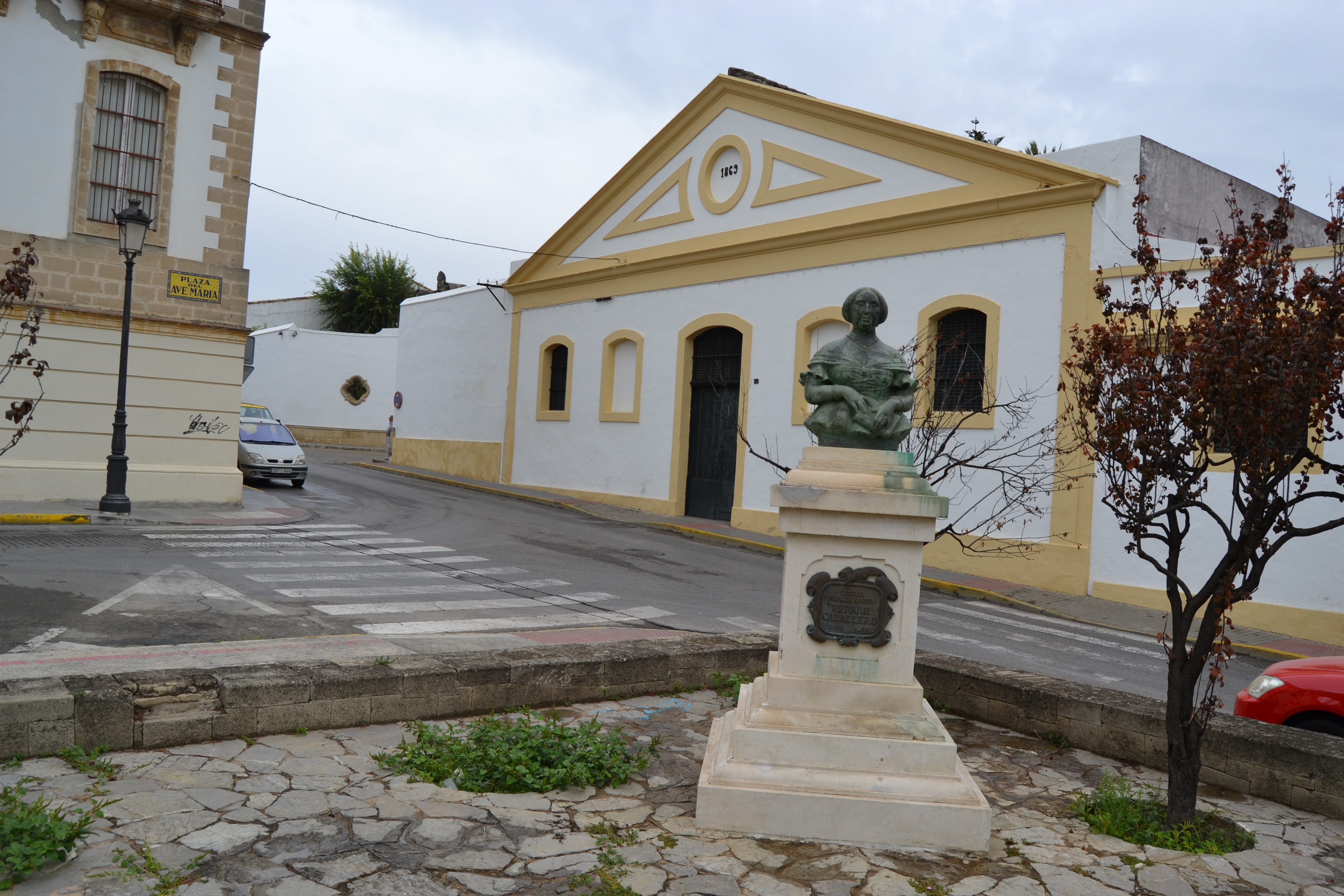
Její socha na 'Plaza del Ave María' ve španělském El Puerto de Santa María